# Olle Brand

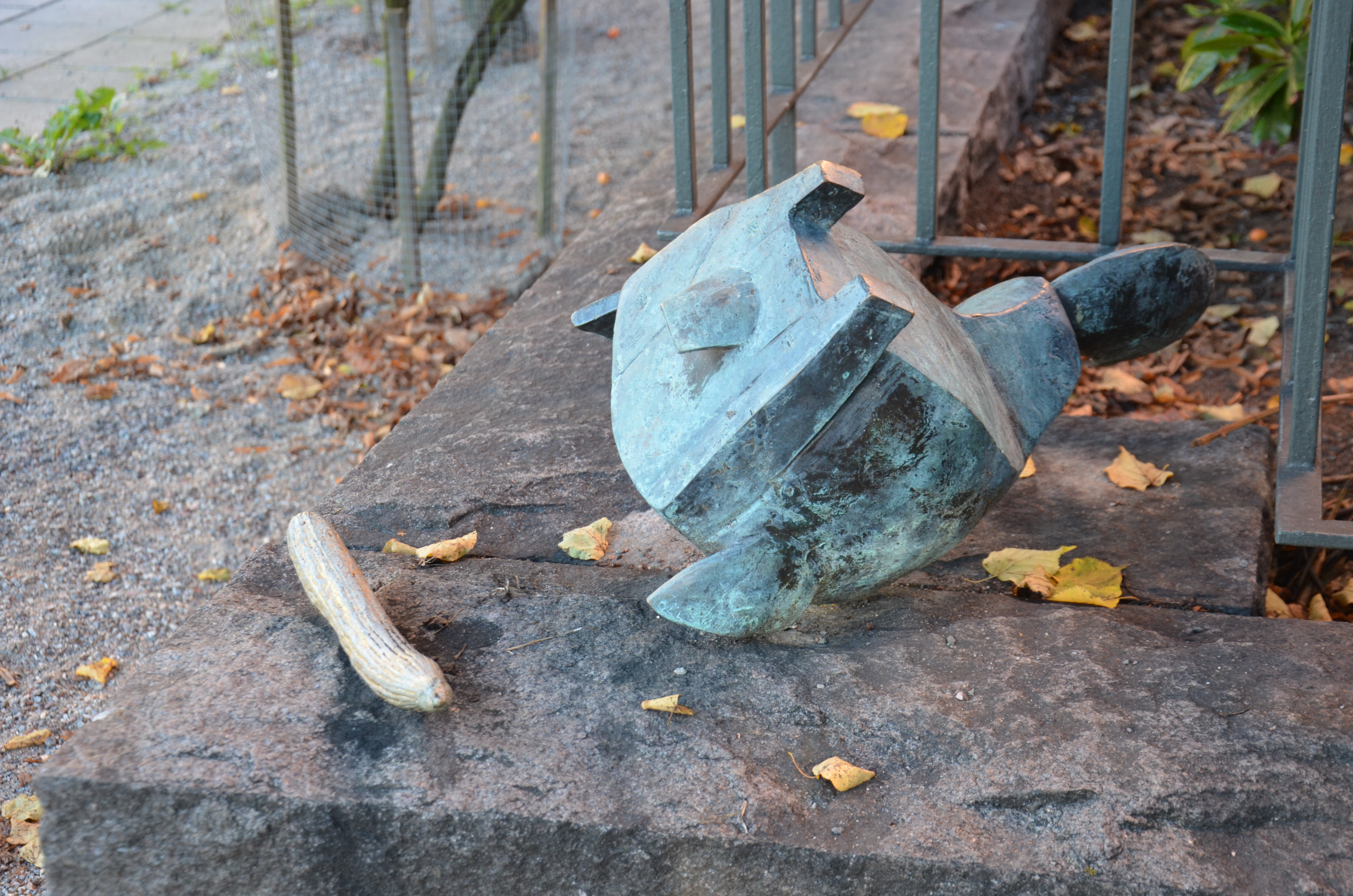
Korvhunden i Stockholm

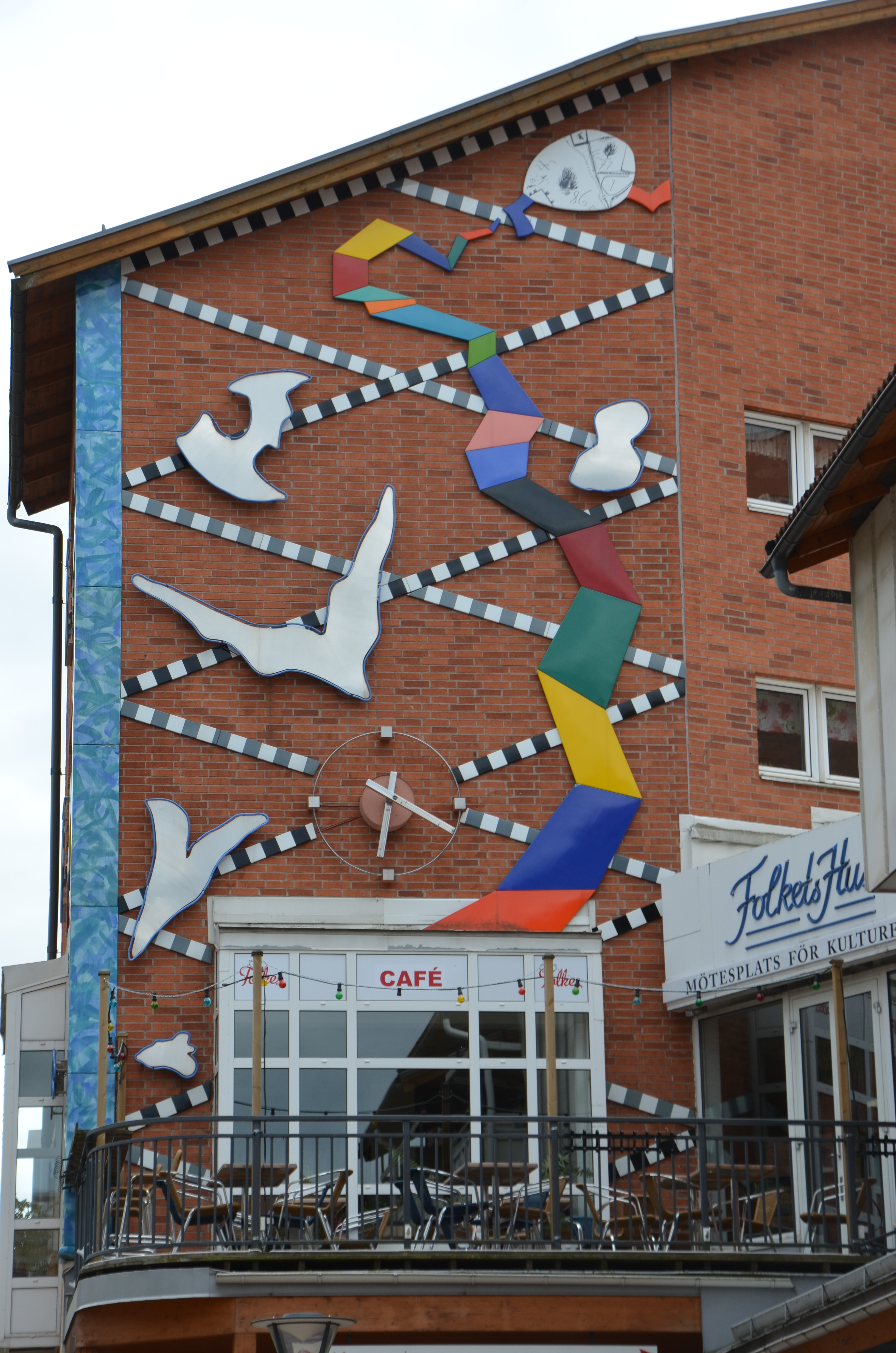
Huddingekarta i Huddinge

Olle Brand, född 1950 , död 1994, var en svensk skulptör, målare och barnboksillustratör.
Olle Brand utbildade sig på Grundskolan för konstnärlig utbildning i Stockholm 1975-76 och på keramik- och glaslinjerna på  Konstfackskolan i Stockholm 1976-81. Han växte upp, bodde och verkade i Huddinge.

## Offentliga verk i urval
- Ugglor med ananas, brons, i Flemingsbergs centrum i Huddinge kommun
- Korvhunden, brons, 2009, Grubbensparken på Kungsholmen i Stockholm
- Grodan, brons, 2009, Grubbensparken på Kungsholmen i Stockholm
- två skulpturer vid ändarna av perrongen på Solna station och en, Kotten,  i södra biljetthallen, brons, 1992
- Kottedjur, bronsskulptur, samt emaljmålningar, 1992, Edboskolan i Huddinge
- Huddinges sjöar, relief i emaljerad plåt, rostfri stålplåt och neon, 1990, på Folkets Hus fasad vid Sjödalsstorget i Huddinge Centrum
- Utsmyckning i bostadsområdet Lybska Örn i Västerhaninge, 1994
- Utsmyckning i Upplands Bro centrum, 1994
- Utsmyckning på Thunmanskolan i Knivsta, 1991
- Utsmyckning av Huddinge brandstation, 1981

## Fotogalleri

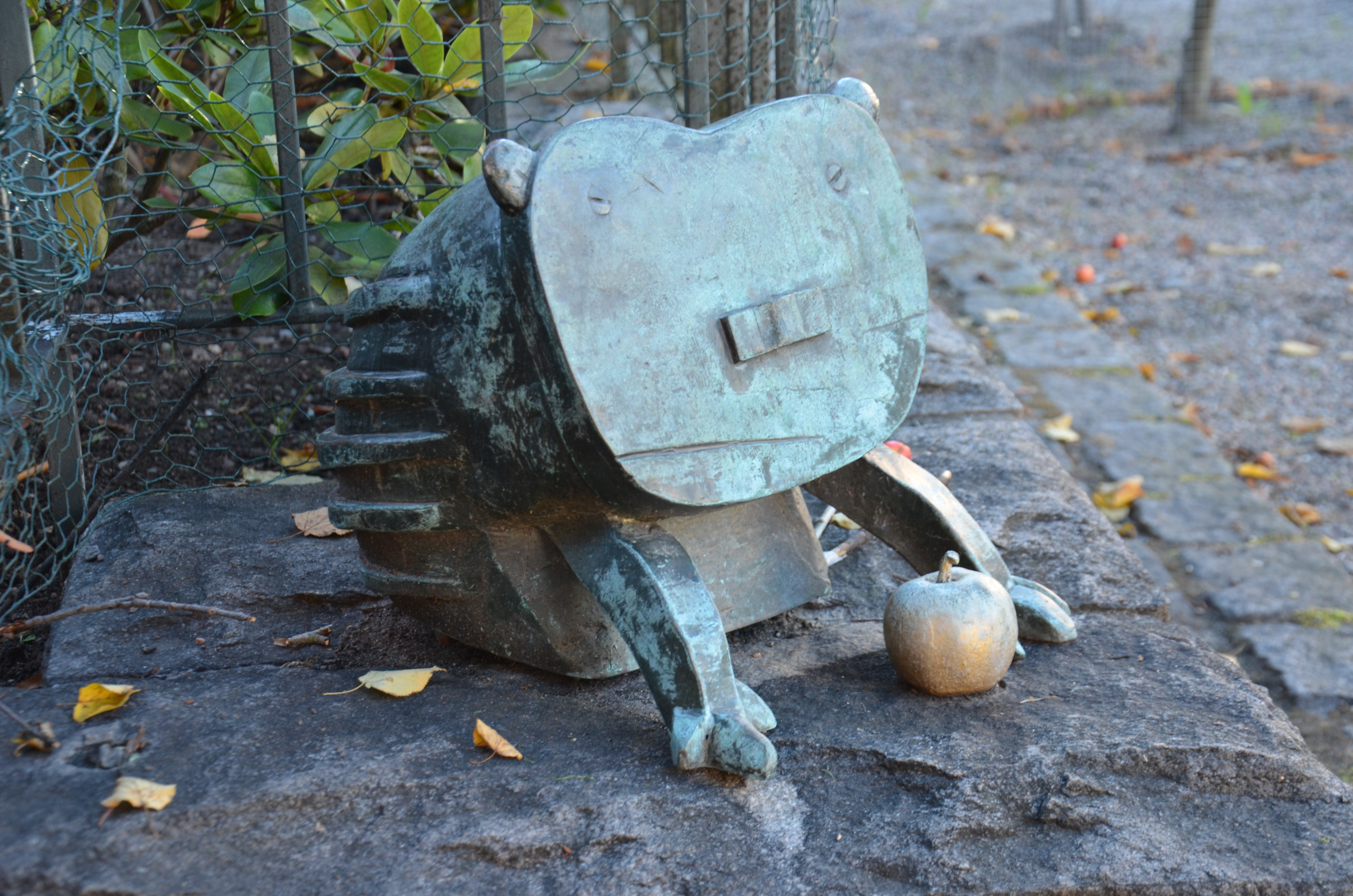
Grodan i Stockholm
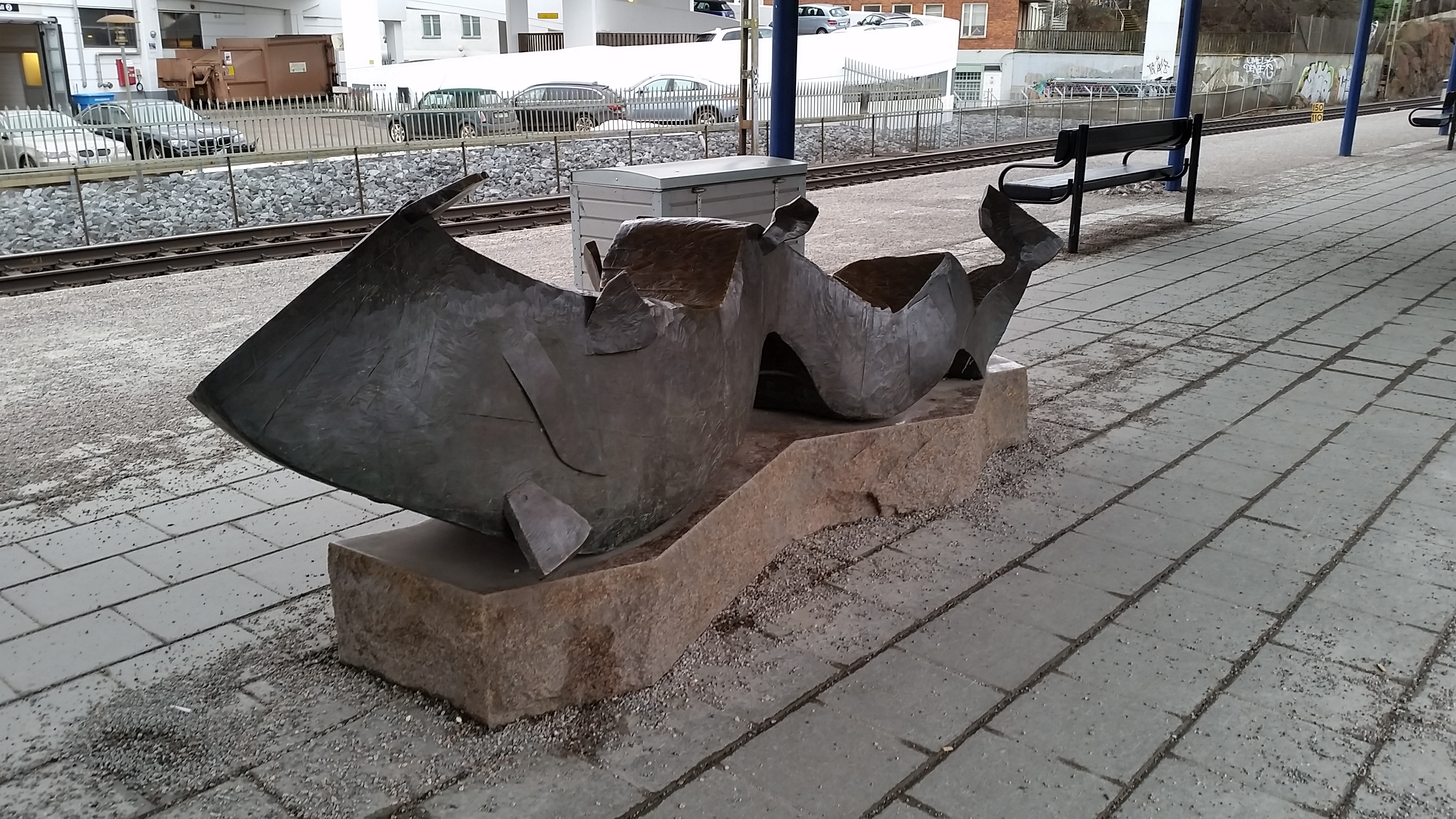
En av de två varelserna på Solna station